# Gerco Schröder
Gerco Schröder, född den 28 juli 1978 i Tubbergen i Nederländerna, är en nederländsk ryttare.
Han tog OS-silver i lagtävlingen i hoppning i samband med de olympiska ridsporttävlingarna 2012 i London.